# Akusai járás
Az Akusai járás (oroszul: Акушинский район) Oroszország egyik járása Dagesztánban. Székhelye Akusa.

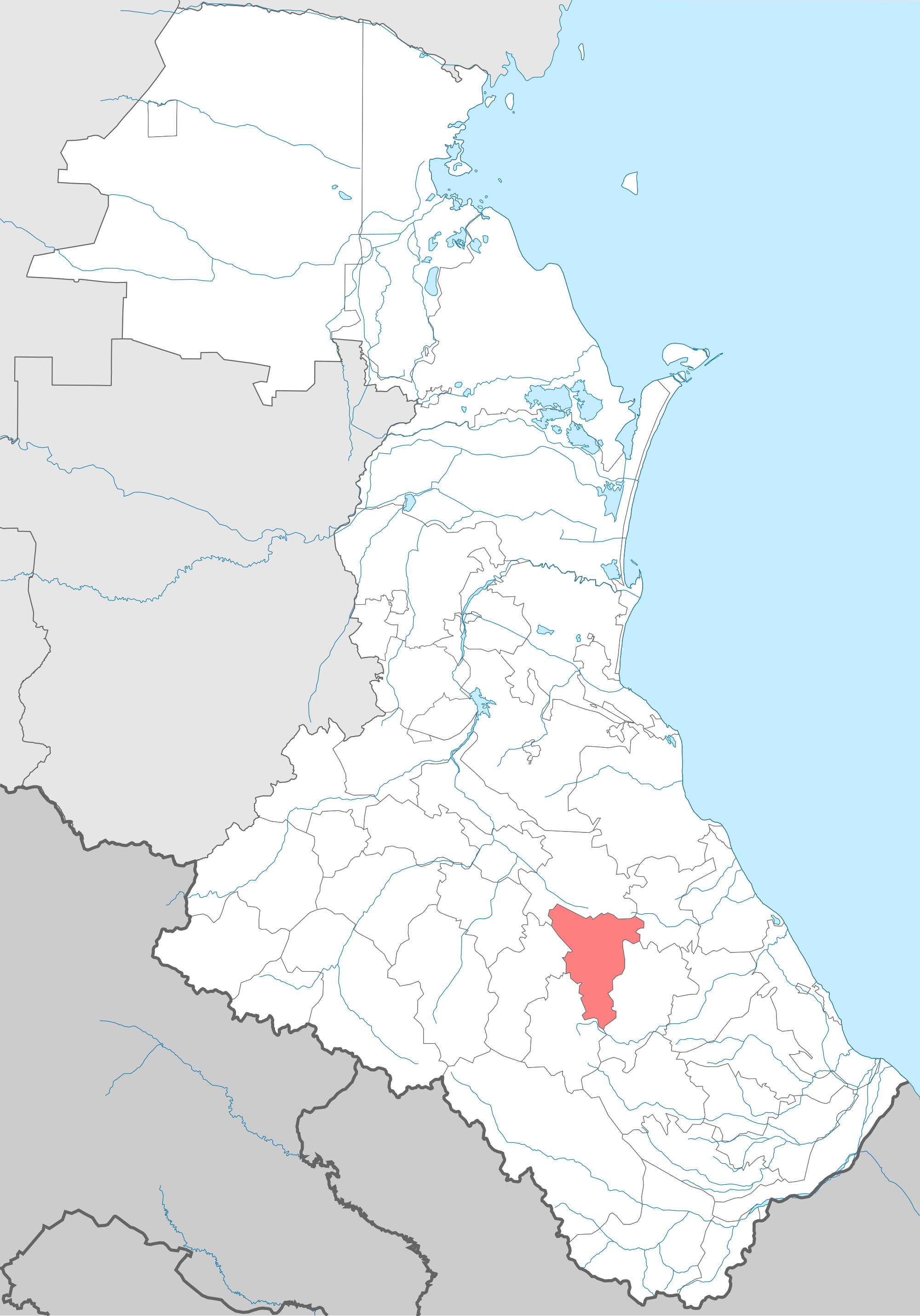
Az Akusai járás Dagesztánban

## Népesség
- 1989-ben 35 342 lakosa volt, melyből 33 410 dargin (94,5%), 1 869 lak (5,3%), 17 orosz, 16 avar, 14 kumik, 5 lezg, 3 azeri, 3 cahur, 1 nogaj stb.
- 2002-ben 52 455 lakosa volt, melyből 50 344 dargin (96%), 2 046 lak (3,9%), 23 orosz, 16 avar, 9 kumik, 3 lezg, 2 agul, 1 nogaj, 1 tabaszaran stb.
- 2010-ben 53 558 lakosa volt, melyből 51 407 dargin (96%), 1 720 lak (3,2%), 44 avar, 16 orosz, 14 kumik, 6 lezg, 5 tabaszaran, 2 csecsen, 1 agul, 1 azeri, 1 nogaj stb.